# Elwira Sachipsadowna Nabiullina

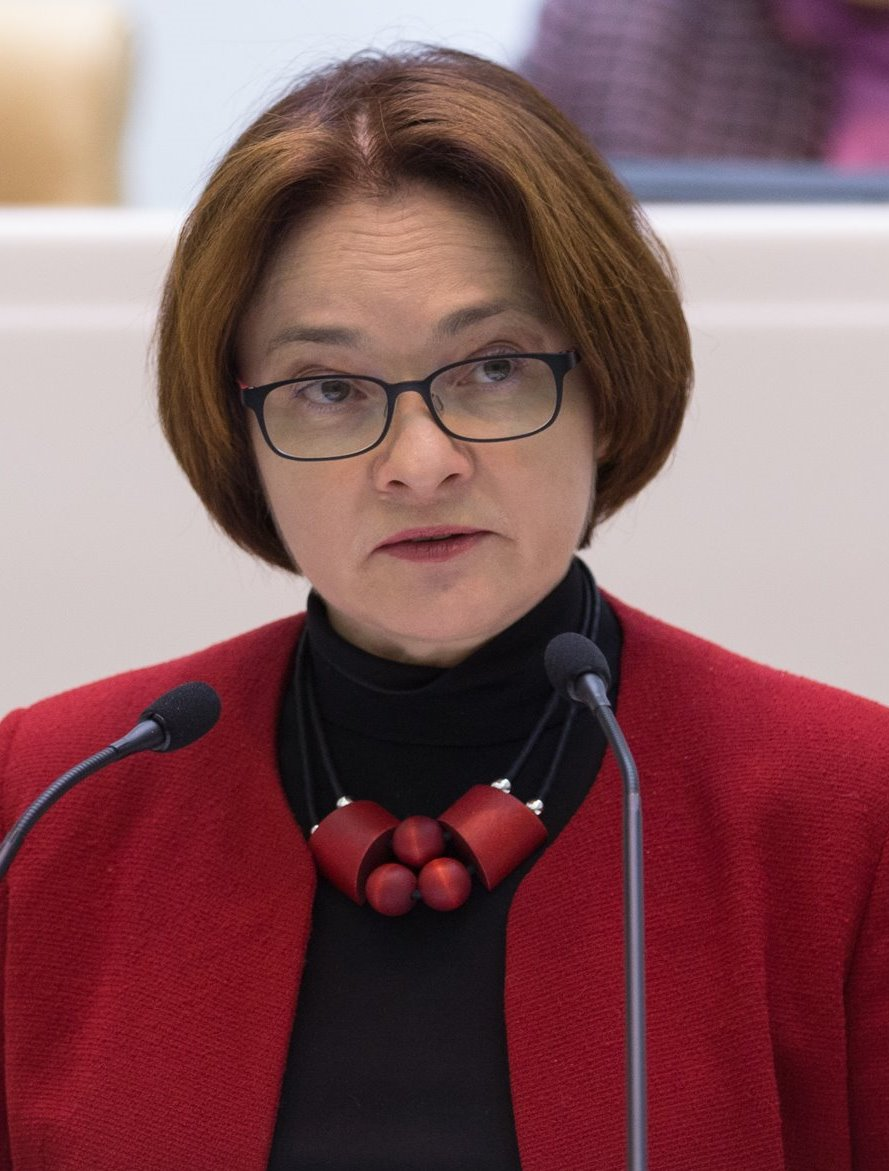
Elwira Nabiullina (2017)

Elwira Sachipsadowna Nabiullina (russisch Эльвира Сахипзадовна Набиуллина, tatarisch Эльвира Сәхипзадә кызы Нәбиуллина , Elwira Säxipzadä kızı Näbiullina; * 29. Oktober 1963 in Ufa, Baschkirische ASSR, Russische SFSR, Sowjetunion) ist eine russische Volkswirtin, Bankerin und Politikerin tatarischer Herkunft. Vom 24. September 2007 bis zum 12. Mai 2012 war sie russische Ministerin für wirtschaftliche Entwicklung. Seit Juni 2013 leitet sie die Zentralbank Russlands. Sie war die erste Frau auf dem Spitzenposten dieser Institution. Nabiullina wird von Beobachtern als wirtschaftsliberal eingeschätzt.
2015 wurde sie von Euromoney zur Zentralbankleiterin des Jahres gewählt, 2017 von The Banker zur Zentralbankerin des Jahres in Europa. 2021 führte sie die Forbes-Liste auf Platz 53 als eine der einflussreichsten Frauen weltweit, und sie gilt als „mächtigste Frau Russlands“.
Als ihre größten Erfolge werden die Schließung von etwa 500 korrupten russischen Banken betrachtet, die Bekämpfung der Inflation durch eine strenge Geldpolitik und die Umstellung auf einen variablen Wechselkurs. In den Jahren 2014 und 2022 gelang es ihr, die russische Währung zu stabilisieren. Ihre Maßnahmen werden unter dem Gesichtspunkt des russischen Überfalls auf die Ukraine teilweise als Kriegsvorbereitung interpretiert.

## Biographie
Elwira Nabiullina stammt aus einer tatarischen Familie, ihr Vater Sachipsada Saitsadajewitsch Nabiullin war Berufskraftfahrer, ihre Mutter Arbeiterin. Sie schloss die Schule Nr. 31 in Ufa mit Auszeichnung ab.
Anschließend studierte Nabiullina bis 1986 Wirtschaftswissenschaften an der Moskauer Lomonossow-Universität und begann daraufhin ein Promotionsstudium, das sie 1990 abschloss. Ab 1991 arbeitete sie beim Wissenschaftlich-industriellen Verband der UdSSR, dem Vorläufer des russischen Unternehmerverbandes RSPP, bis 1992 als wissenschaftliche Leiterin der Abteilung für Wirtschaftsreformen und bis 1994 in derselben Position der Abteilung für Wirtschaftspolitik. 1994 wechselte sie ins Wirtschaftsministerium, wo sie zunächst Vize, dann Leiterin der Abteilung für Reformen war. Nach Informationen der Tageszeitung Kommersant ging ihre Berufung auf den liberalen Ökonomen und damaligen Wirtschaftsminister Jewgeni Jassin (* 1934) zurück, mit dem sie bereits im russischen Unternehmerverband zusammengearbeitet hatte. Jassin beschrieb sie als eine „hochqualifizierte, gebildete Person“, die auch hartnäckig sein könne.
Von 1997 bis 1998 war sie stellvertretende Wirtschaftsministerin und unter anderem Mitglied der Kommission für Wirtschaftsreformen. Nach der Ernennung Jewgeni Primakows zum Ministerpräsidenten wechselte sie vom Wirtschaftsministerium in die Führung der Promtorgbank. Ende 1999 wurde sie Vizepräsidentin des Zentrums für Strategische Forschung (russisch Центр стратегических разработок), dessen Leitung im Dezember 1999 der spätere Wirtschaftsminister Herman Gref übernahm. Im Jahr 2000, nach der Wahl Putins zum Präsidenten der Russischen Föderation, wurde Gref Minister für wirtschaftliche Entwicklung, und mit ihm wechselte auch Nabiullina wieder ins Ministerium, wo sie dessen Stellvertreter wurde. 2002 wurde Nabiullina zum Wirklicher Staatsrat 1. Klasse der Russischen Föderation befördert. 2003 verließ sie das Wirtschaftsministerium und wurde Präsidentin des Zentrums für strategische Entwicklungen. Ab September 2005 arbeitete sie im Apparat des Staatspräsidenten Putin, in dem sie einem Expertenrat vorstand, der sich mit der Umsetzung der sogenannten Nationalen Projekte sowie mit Demographie-Politik befasste.
Im September 2007, nach der Ernennung Wiktor Subkows zum neuen Ministerpräsidenten, übernahm sie die Leitung des Ministeriums für wirtschaftliche Entwicklung und Handel und löste auf diesem Posten ihren ehemaligen Vorgesetzten Herman Gref ab. Ab Mai 2012 war sie eine von fünf persönlichen Beratern des Staatspräsidenten. Wladimir Putin spricht sie öffentlich mit ihrem Vornamen an.
Im März 2013 nominierte Staatspräsident Putin Nabiullina für den Vorsitz der Zentralbank Russlands; im Juni 2013 übernahm sie dieses Amt.

## Krise 2014
Bei den Maßnahmen gegen die Sanktionen im Dezember 2014 geriet Nabiullina wegen ihres Umgangs mit dem Kursverfall des Rubels in Kritik. Dessen Wechselkurs bzw. Außenwert war von Jahresbeginn 2014 bis dahin um über die Hälfte gesunken. Russlands Verhalten im russischen Krieg gegen die Ukraine irritierte Anleger, Investoren, viele westliche Politiker und offenbar auch zahlreiche Russen, die ihre Rubel verkauften und in andere Währungen konvertierten oder in Sachwerte flüchteten. Inwieweit die nach der völkerrechtswidrigen Annexion der Krim 2014 verhängten Sanktionen der Europäischen Union und der USA zum Verfall des Rubels oder zur Kapitalflucht beitrugen, ist nicht bekannt. Der starke Einbruch des Ölpreises reduzierte die Staatseinnahmen wesentlich. Trotz eines Zuschusses von 30 Milliarden Dollar aus den Fremdwährungsreserven zur Stützung des Rubelkurses wurde Ende November 2014 die Wechselkursbindung des Rubels an Euro und Dollar nicht aufgehoben. Gleichzeitig wurde der Leitzins erhöht, zunächst auf 10,5 Prozent, dann Mitte Dezember 2014 auf 17 Prozent. Nabiullina führte so die russische Währung 2014 aus der Krise, dafür ernannte sie das britische Fachmagazin Euromoney zur besten Führungskraft einer Notenbank des Jahres 2015.
2018 wurde sie zur Michel Camdessus Central Banking Lecture Series eingeladen. Christine Lagarde hielt die Laudatio.
2019 begann sie die „Entdollarisierung“ der russischen Ökonomie als Teil einer umfassenden Politik zur Steuerung von Fremdwährungsrisiken. Im Oktober 2020 wurde ein Beratungspapier zu einem digitalen Rubel veröffentlicht. Bis Ende 2021 sollte ein Prototyp fertiggestellt werden.

## Krieg gegen die Ukraine 2022
Präsident Putin ernannte Elwira Nabiullina im März 2022 inmitten der schweren Wirtschafts- und Finanzkrise wegen des Krieges gegen die Ukraine für eine dritte Amtszeit als Notenbankchefin der russischen Zentralbank. In dieser Krise hatten viele westliche Staaten der russischen Zentralbank den Zugriff auf ihre Gold- und Devisenreserven entzogen, was einen historisch einmaligen Akt gegen einen G20-Staat darstellt.
Nach Kriegsbeginn verhängte Nabiullina Kapitalverkehrskontrollen, um einen Bankansturm zu verhindern, eine Maßnahme, die sie bisher abgelehnt hatte. In einem Dekret zwang sie Käufer von russischer Energie, bei der staatlichen Gazprombank ein Konto zu eröffnen, so dass die Zentralbank den Rubel stützen kann. Trotz des verhinderten Zugriffs auf die Auslandsdevisen stieg der Handelsüberschuss wegen der hohen Ölpreise weiter an, so dass eine neue Reserve aufgebaut werden konnte. Nabiullina hatte schon vor dem Krieg 643 Milliarden Dollar in Devisen angelegt.

## Auszeichnungen
Das Magazin Euromoney wählte sie 2015 zum Central Bank Governor of the Year. 
2017 wählte sie die Wirtschaftszeitung The Banker zum Best Central Bank Governor in Europe.
Forbes setzte sie 2021 auf die Liste der einflussreichsten Frauen der Welt.

## Privates
Nabiullina ist mit dem Wirtschaftswissenschaftler Jaroslaw Kusminow verheiratet. Aus der Ehe ging Sohn Wassili (* 1988) hervor, der Soziologie und Wirtschaftswissenschaften, darunter auch an der University of Manchester, studierte und seit 2010 in Moskau an der Höchsten Schule der Ökonomie als wissenschaftlicher Mitarbeiter tätig ist. 